# Karksjön
Karksjön är en sjö i Vilhelmina kommun i Lappland och ingår i Lögdeälvens huvudavrinningsområde. Sjön har en area på 0,177 kvadratkilometer och ligger 501,1 meter över havet. Karksjön ligger i Gransjömyrarna Natura 2000-område.

## Delavrinningsområde
Karksjön ingår i det delavrinningsområde (716368-158054) som SMHI kallar för Utloppet av Karksjön. Medelhöjden är 528 meter över havet och ytan är 2,85 kvadratkilometer. Det finns inga avrinningsområden uppströms utan avrinningsområdet är högsta punkten. Vattendraget som avvattnar avrinningsområdet har biflödesordning 2, vilket innebär att vattnet flödar genom totalt 2 vattendrag innan det når havet efter 190 kilometer. Avrinningsområdet består mestadels av skog (47 procent) och sankmarker (41 procent). Avrinningsområdet har 0,18 kvadratkilometer vattenytor vilket ger det en sjöprocent på 6,3 procent.